# Starrkirch-Wil
Starrkirch-Wil é uma comuna da Suíça, no Cantão Soleura, com cerca de 1.392 habitantes. Estende-se por uma área de 1,83 km², de densidade populacional de 761 hab/km². Confina com as seguintes comunas: Aarburg (AG), Dulliken, Oftringen (AG), Olten.
A língua oficial nesta comuna é o Alemão.

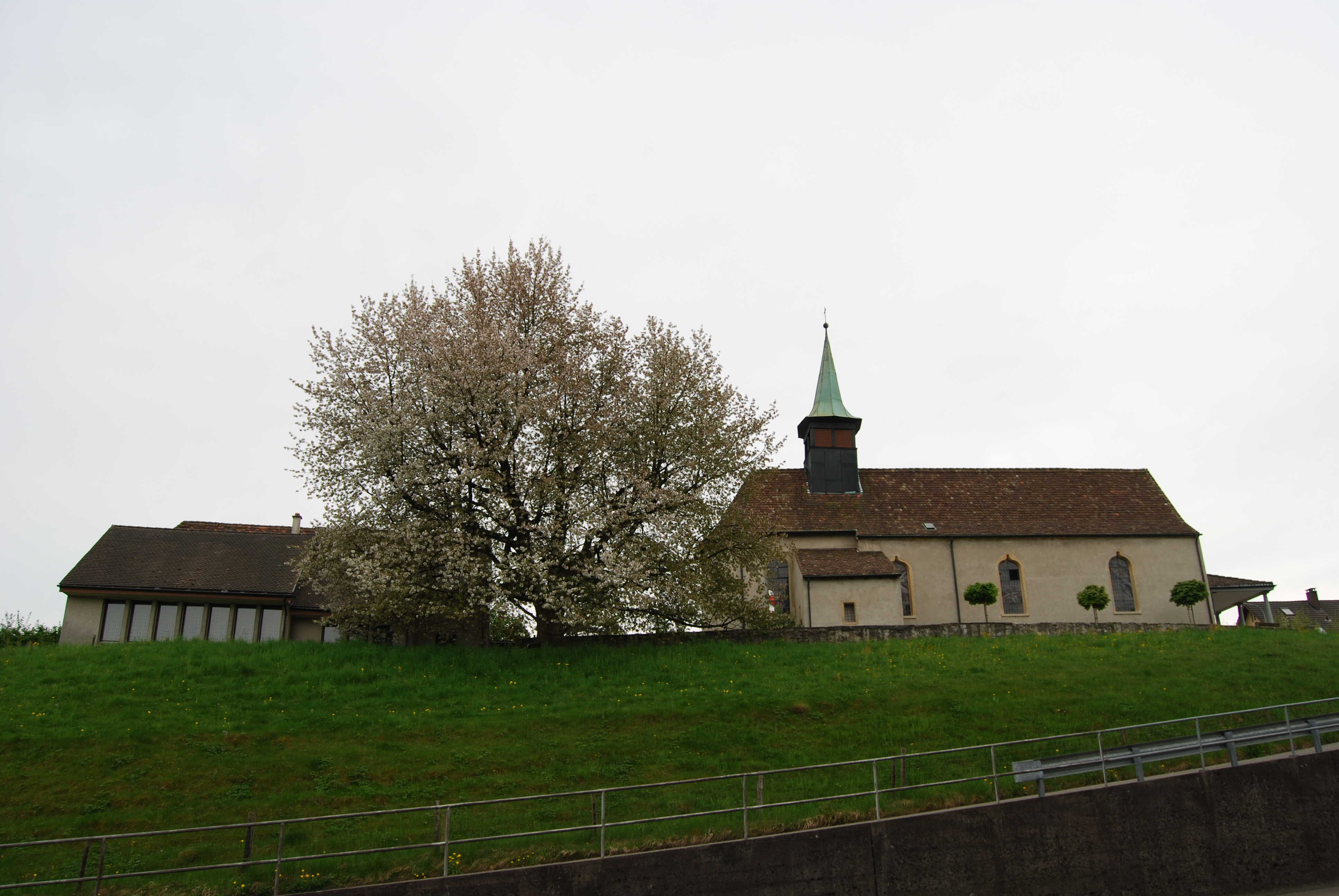
Starrkirch-Wil.